# اس‌تی‌اس-۲
اس‌تی‌اس-۲ دومین ماموریت انجام شده با شاتل‌های فضایی ناسا بود که در تاریخ ۱۲ نوامبر ۱۹۸۱ با پرتاب کلمبیا از پایگاه فضایی کندی آغاز و در ۱۴ نوامبر ۱۹۸۱ بعد از ۲ روز و ۶ ساعت با فرود در پایگاه هوایی ادواردز پایان یافت.این پرواز در عین حال دومین پرواز فضاپیمای کلمبیا نیز به حساب می‌آمد.

## خدمه
| رده     | فضانورد      | فضانورد      |
| ------- | ------------ | ------------ |
| فرمانده | جو انگل      | جو انگل      |
| خلبان   | ریچارد تورلی | ریچارد تورلی |

### خدمه پشتیبان
| رده     | فضانورد           | فضانورد           |
| ------- | ----------------- | ----------------- |
| فرمانده | توماس کی متینگلی  | توماس کی متینگلی  |
| خلبان   | هنری وی.هارتزفیلد | هنری وی.هارتزفیلد |

## اهداف ماموریت
اهداف اصلی این ماموریت نشان دادن پرتاب دوباره، بازگشت امن شاتل و خدمه بود.در عین حال کارایی کلی، ماشین مدارگر، موشک پیشرانه سوخت جامد و مورد بررسی قرار می‌گرفت.

### محمولهٔ انبار
بستهٔ آزمایش مدارگر، شامل وسیلهٔ‌اندازه‌گیری میزان آلودگی ماهواره‌ها، آزمایشگر برقرار کنندهٔ ارتباط فروسرخ، آزمایشگر رادار شاتل، آزامایشگر مکان‌یاب و دسترسی امکانات و آزمایشگر رنگ اقیانوس‌ها، در انبار شاتل جاسازی شده بود.در عین حال بستهٔ ابزارهای توسعهٔ پرواز، اندازه‌گیری بهینهٔ آیرودینامیک و نگهبان وضعیت بیرونی  به وزن ۱۱٬۰۴۸ پوند (۵٬۰۱۱ کیلوگرم) و بستهٔ مطالعات فضا و زمین به وزن ۵٬۳۹۵ پوند (۲٬۴۴۷ کیلوگرم) نیز در انبار قرار داشتند.

## پرتاب
در ساعت ۱۰:۰۹:۵۹ ای‌اس‌تی روز ۱۲ نوامبر ۱۹۸۱ شاتل کلمبیا به فضا پرتاب شد.این پرتاب قرار بود ۹ اکتبر انجام شود، اما به علت نشت نیتروژن تترا اکسید در هنگام بارگیری به تاخیر افتاد.در ۴ نوامبر نیز پرتاب فضاپیما به تاخیر افتاد، علت آن نگه داشتن، شمارش معکوس توسط رایانه به علت کمبود فشار اکسیژن موجود در مخزن خارجی ذکر شده‌است.در هنگام پرتاب با تمهیداتی که بر سیستم کاهش‌دهندهٔ صدا از قبل برنامه‌ریزی شده بود، هیچ یک از کاشی عایق حرارت از شاتل جدا نشدند و فقط حدود ۱۲ کاشی آسیب دیدند. وزن شاتل در هنگام پرتاب حدود ۳۲۰٬۷۰۸ پوند بود.

## وقایع ماموریت
این ماموریت در ابتدا برای ۵ روز برنامه‌ریزی شده بود که به علت از کارافتادن یکی از سلول‌های سوختی در روز سوم ماموریت نیمه‌کاره ماند. با وجود کوتاه شدن زمان ماموریت ۹۰٪ اهداف به ثمر رسید. از این اهداف به اولین استفاده از سیستم کنترل از راه دور (بازوی کاناداآرم)  اشاره کرد. دانشمندان ماموریت به اطلاعات بدست آمده از بستهٔ مطالعات فضا و زمین نیز راضی بودند. این اولین بار بود که یک وسیلهٔ فضایی سرنشین‌دار برای بار دوم با دو سرنشین به فضا پرتاب می‌شد.

### سخت‌افزارهای به کار رفته
موشک پیشرانهٔ سوخت جامد در این ماموریت بی-۰۰۲ بود. همچنین از مخزن خارجی ای‌تی-۳ یا اس‌دبیلوتی-۲ استفاده شد. این پرتاب روی سکوی قابل حمل شمارهٔ یک صورت گرفت. موتورهای اصلی مورد استفاده اس‌ان-۲۰۰۷،۲۰۰۶ و ۲۰۰۵ بودند.

### مدار
ارتفاع مدار ۱۵۷ مایل دریایی (۲۹۱ کیلومتر) و تمایل مداری ۳۸.۲° بود. تعداد چرخش‌های مدارگرد به دور زمین ۳۷ بار بود که ۲ روز و ۶ ساعت و ۱۳ دقیقه و ۱۲ ثانیه طول کشید. مسافت پیموده‌شده در این ماموریت ۱٬۰۷۴٬۷۵۷ مایل بود.

## فرود
در ۱۴ نوامبر ۱۹۸۱، ساعت ۱:۲۳:۱۱ بعدازظهر به وقت پی‌اس‌تی، مدارگرد کلمبیا در پایگاه نیروی هوایی ادواردز فرود آمد. طول مسافت پیموده شده روی باند ۷٬۷۱۱ فوت و زمان فرود ۵۰ ثانیه بود. ماموریت به علت مشکلات مربوط به سلول‌های سوختی به ۳ روز تقلیل یافت و پس از فرود مدارگرد در ۲۵ نوامبر ۱۹۸۱ به پایگاه فضایی کندی منتقل شد. وزن مدارگرد در هنگام فرود چیزی در حدود ۲۰۴٬۲۶۲ پوند محاسبه شده‌است.

### نقص‌های فنی بررسی شده
- فشار روغن واحدهای کمکی قدرت موتور مدارگرد، حدود ۱۰۰ تا ۱۱۲ پی‌اس بود که در حال عادی باید ۵۰ تا ۶۰ پی‌اس باشد.
- ۱۰ تا از ترمواستاتهای لایه عایق حرارت مدارگرد، علایم متناقضی از خود نشان می‌دادند.
- نقص فنی در سلول سوختی شمارهٔ یک و از مدار خارج شدن آن
- نقص قنی سنسور اکسیژن سلول سوختی شمارهٔ ۲
- آسیب دیدن قسمت‌هایی از لایهٔ محافظ حرارتی مدارگرد در حین پرتاب بر اثر برخورد جسم سخت به آن
- وجود مقدار اندکی گاز هیدروژن در آب نوشیدنی فضانوردان
- و حدود ۵۰ ایراد کوچک دیگر[۳]

## زنگ بیدارباش
ناسا شروع سنت نواختن موسیقی برای فضانوردان را طی برنامه جمینی و اولین بار برای خدمهٔ آپولو ۱۵ آغاز کرد.
این آهنگ‌ها توسط اعضای خانواده یا خود فضانورد انتخاب شده و برای او در شروع روز پخش می‌شود.
| روز پرواز | ترانه                 | هنرمند / آهنگساز  |
| --------- | --------------------- | ----------------- |
| روز ۱     | خوک‌های فضایی          | د مووپتس          |
| روز ۲     | کلمیبا، یاقوت اقیانوس | گروه مدیرست پرواز |

## نگارخانه

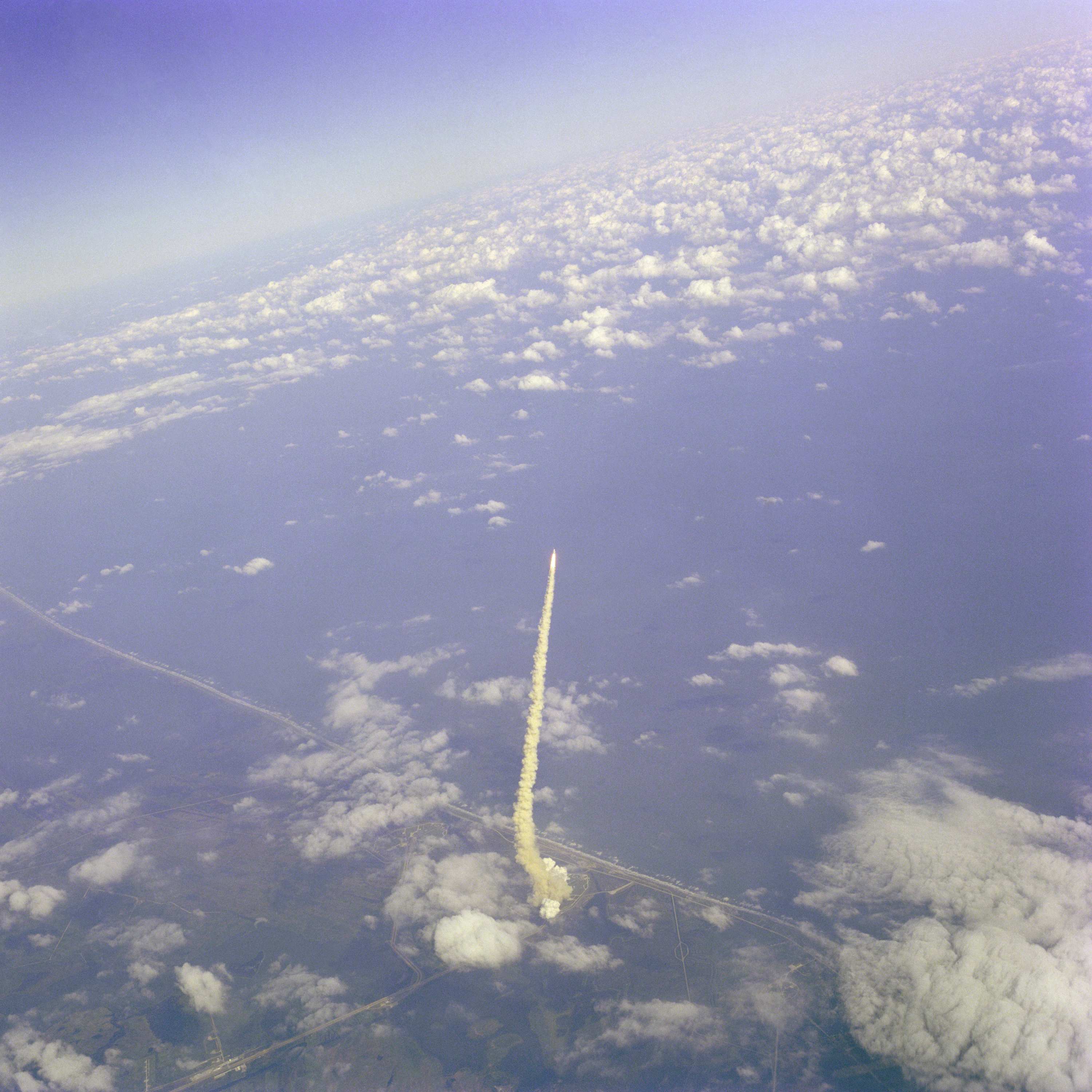
پرتاب شاتل به فضا
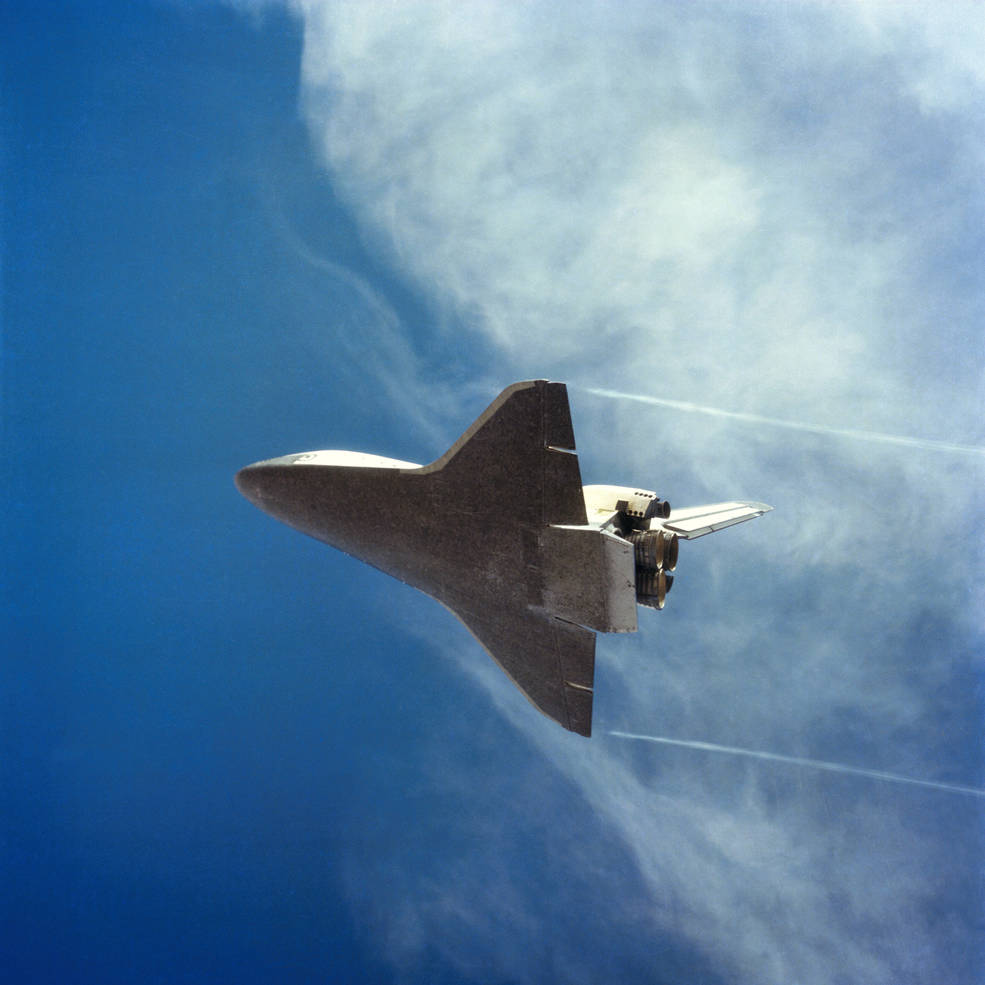
بازگشت کلمیبا به زمین
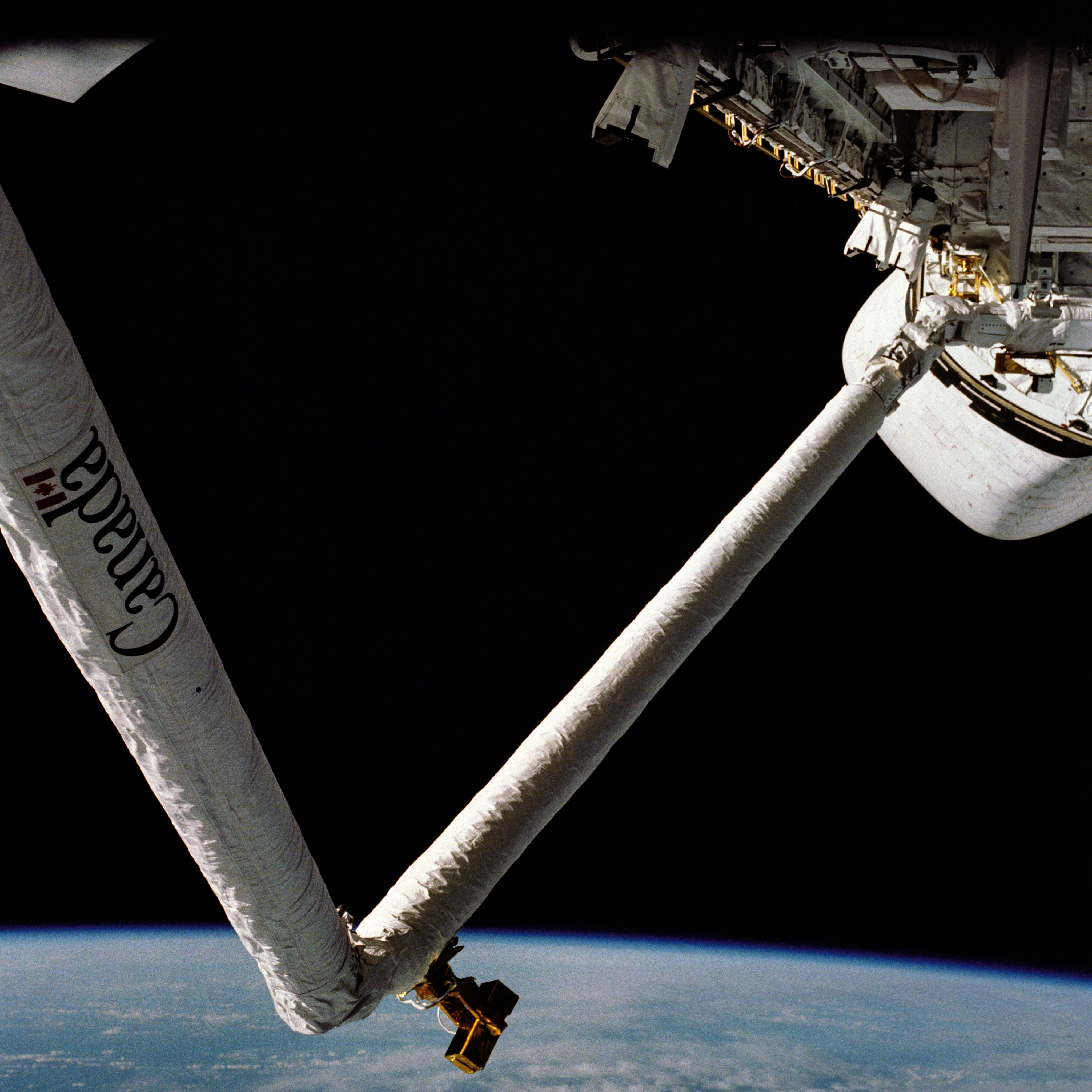
بازوی کاناداآرم برای اولین بار در این ماموریت استفاده شد.
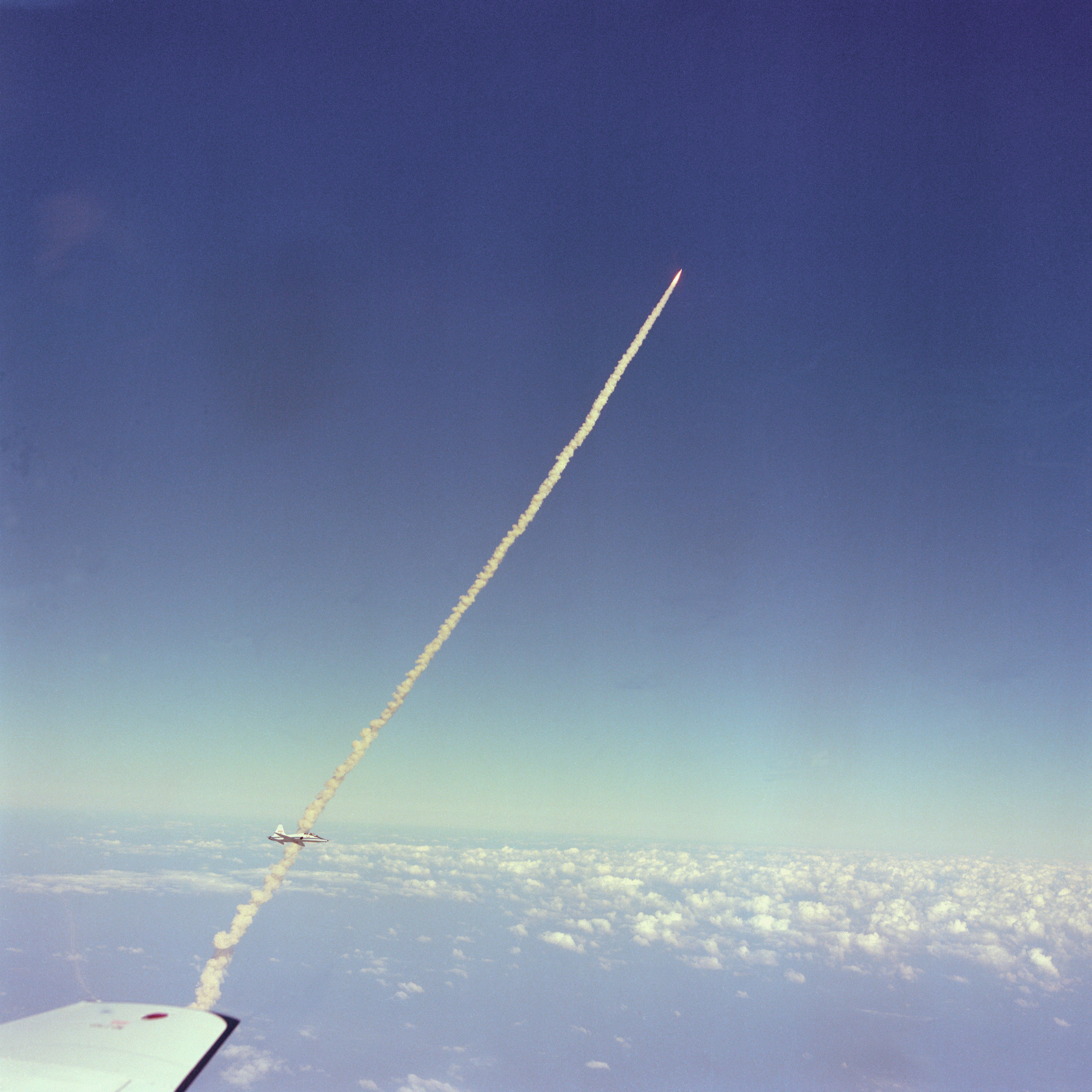
پرتاب شاتل از دید یک هواپیما
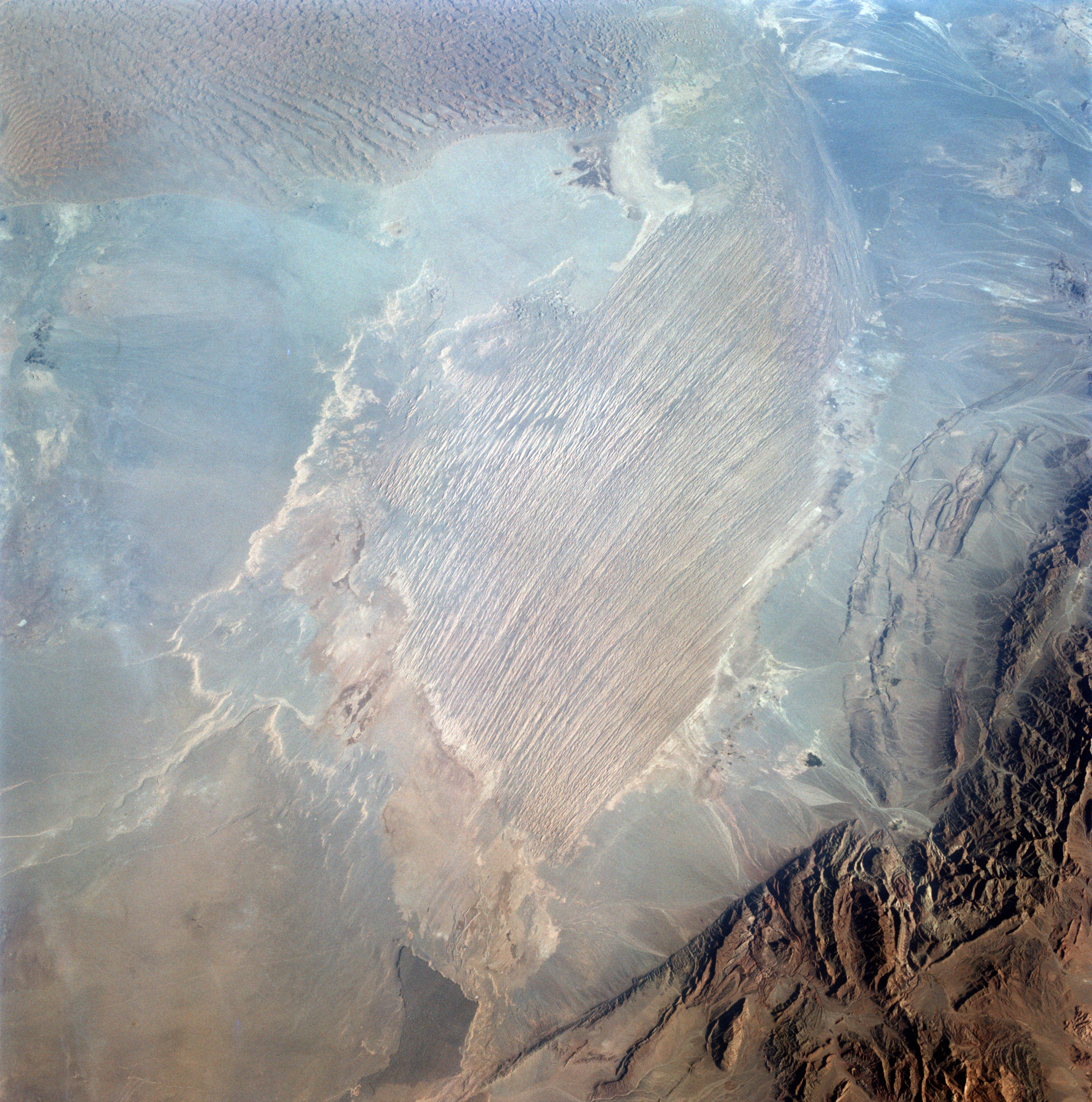
دشت لوت در سال ۱۹۸۱ تصویر گرفته شده از فضانوردان ماموریت اس‌تی‌اس-۲
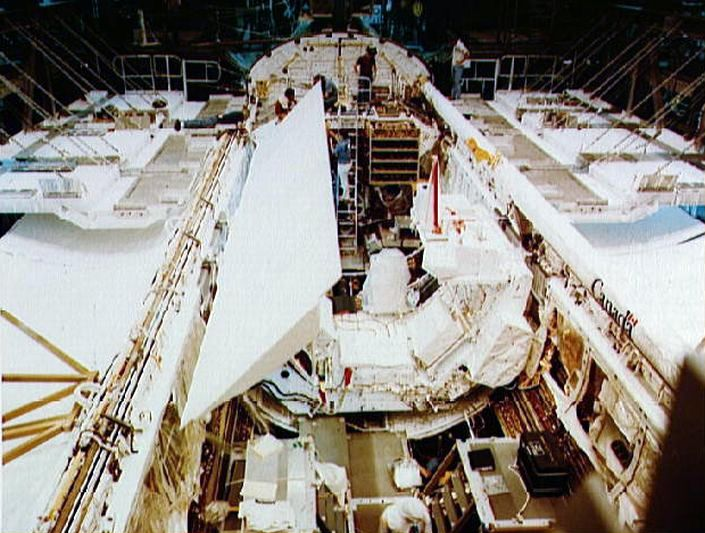
جای‌سازی انبار در شاتل

## واژه‌نامه
1. ↑  Measurement of Air Pollution from Satellite (MAPS) experiment
2. ↑  the Shuttle Multispectral Infrared Radiometer (SMIRR) experiment
3. ↑  the Shuttle Imaging Radar (SIR-A) experiment
4. ↑  the Features Identification and Location Experiment (FILE)
5. ↑  the Ocean Color Experiment (OCE)
6. ↑  Development Flight Instrumentation (DFI) pallet
7. ↑  Aerodynamic Coefficient Identification Package (ACIP)
8. ↑  Athe Induced Environment Contamination Monitor (IECM)
9. ↑  Office of Space and Terrestrial Applications Pallet (OSTA-1)
10. ↑  Remote Manipulator System (RMS)